# Stadio Rei Pelé
Lo stadio Rei Pelé (in portoghese Estádio Rei Pelé, "stadio Re Pelé"), noto anche come Trapichão, è uno stadio calcistico di Maceió, in Brasile, avente una capienza massima di 18 801 spettatori.
Fu inaugurato il 25 ottobre 1950 ed è intitolato al celeberrimo calciatore Pelé.